# Ливилла
Ливия Юлия (лат. Livia Ivlia), редко — Клавдия Ливия Юлия (лат. Claudia Livia Ivlia), наиболее известна под именем Ливилла (лат. Livilla, «Маленькая Ливия»; 13 до н. э., Лион — 31, Рим) — дочь Друза Старшего и Антонии Младшей, племянница Тиберия, родная сестра Клавдия, участница заговора Сеяна.

## Происхождение
Ливилла родилась ок. 13 до н. э. в семье младшего брата Тиберия, Друза Старшего, и его жены, дочери Марка Антония от Октавии Младшей, Антонии Младшей. Девочка получила имя в честь своей бабки, жены Октавиана Августа, Ливии Друзиллы.

## Семейная жизнь
Ливилла была замужем дважды. Впервые её выдали замуж в весьма раннем возрасте — ей было около десяти лет. Мужем её стал Гай Юлий Цезарь Випсаниан, сын Марка Випсания Агриппы, усыновлённый после его смерти Августом. Свадьба произошла во 2 году до н. э.. Муж был старше её на семь лет. Молодой Гай Цезарь был в то время самым вероятным наследником власти Августа. Брак этот длился 6 лет. В 4 году Гай Цезарь умер. Детей в этом браке не было, поскольку Ливилла только-только достигла репродуктивного возраста к моменту смерти мужа.
Во время этого брака Ливилла вошла в конфронтацию с удачливой и высокомерной женой Германика, Агриппиной Старшей. Ливиллу всё время сравнивали с Агриппиной, и чаще всего сравнение было не в её пользу. Скорее всего причиной вражды двух женщин стала обычная зависть одной к другой, хотя, согласно Тациту, Ливилла была весьма красивой женщиной, и единственное, что портило её, это юношеская угловатость, от которой она так и не избавилась.
Вскоре после смерти первого мужа, Ливиллу выдали замуж второй раз. Теперь её мужем стал Друз Младший, сын Тиберия, который к тому моменту был единственным наследником Августа. Через год после свадьбы у пары родилась девочка — Юлия Ливия, которая позже стала супругой Нерона Друза, сына ненавистной Ливилле Агриппины. Следующие дети появились у пары через 14 лет. В 19 году Юлия родила двойняшек — Тиберия Гемелла и Германика Гемелла, однако Германик умер вскоре после рождения.
В 23 году Друз неожиданно умер, оставив Ливиллу вдовой.

## Ливилла и Сеян
В 17 или 18 году Тиберий вводит в Рим 30 когорт преторианской гвардии. Её префект, Луций Элий Сеян, становится одним из самых могущественных людей в Риме. Его положение крепнет день ото дня и вскоре становится более весомым, чем положение Друза, сына императора. На своём пути к власти Сеян, сначала исподволь, а потом и открыто, начинает устранять своих соперников. В начале 20-х годов он соблазняет Ливиллу, которая подпадает под его обаяние и становится одной из самых преданных его приверженок.
В 23 году умирает Друз. Причины его смерти были открыты гораздо позже — только при разоблачении Сеяна, когда первая жена Сеяна, Апиката, написала в предсмертной записке, что Друз был отравлен Ливиллой, а её рабы подтвердили это. Тиберий к этому времени постоянно живёт на Капри и не бывает в Риме. Сеян становится вторым, после императора, человеком. Единственным сдерживающим фактором, ограничивающим его власть, была Ливия, мать императора, властная и целеустремлённая женщина, которая во многих вопросах являлась правительницей государства. Желая упрочить своё положение наиболее вероятного наследника, в 25 году Сеян просит у Тиберия разрешения жениться на Ливилле. Император, зная об их сожительстве, отвечает, однако, отказом. Скорее всего, причиной отказа была непопулярность Сеяна у народа, который бы не одобрил такой шаг принцепса.
В 29 году умирает Ливия. Руки у Сеяна оказываются совсем развязаны. С его подачи Сенат высылает из Рима вечную соперницу Ливиллы, вдову Германика, Агриппину, вместе с её двумя детьми. Позиции Сеяна продолжают укрепляться. В 30 году Сеян окончательно укрепляется в мысли захвата власти. Он начинает плести заговор вокруг Тиберия, опираясь на побочные ветви рода Юлиев. В замыслах Сеяна было добиться усыновления в одну из ветвей рода и самому, как одному из Юлиев, занять позицию или принцепса, или правителя при малолетнем Тиберии Гемелле, сыне Ливиллы. Однако Тиберию становятся известны его планы. В конце 30 года Сеян получает от императора предварительное согласие на свадьбу с Ливиллой, а также назначается консулом, совместно с императором. Казалось бы, что планы заговорщиков практически осуществились, однако в октябре 31 года Сеяна вызывают в Сенат, где зачитывают разоблачающее письмо Тиберия с требованием осудить заговорщиков. Разоблачителями заговора стали Квинт Невий Корд Суторий Макрон, заручившийся поддержкой преторианцев в пользу императора при разоблачении заговора, и после получивший пост префекта, а также мать Ливиллы, Антония.
18 октября 31 года Сеян был казнён в так называемом туллиануме Мамертинской тюрьмы. По Риму прокатились жестокие преследования всех, кто хоть как-то был с ним связан. Ливиллу также не пощадили, несмотря на её принадлежность к императорской семье. Скорее всего, она покончила с собой. Существует, однако, версия, что Тиберий отослал её для наказания в дом матери, Антонии, а та заперла её в комнате, где Ливилла умерла от голода.

## Образ в кино и на телевидении
- 1976 — Я, Клавдий / I, Claudius — мини-сериал, Великобритания; роль Ливиллы исполнила Патриция Куинн.